# Ямбурський Валерій Вячеславович
Валерій Вячеславович Ямбурський — український кінорежисер, сценарист,продюсер. Член Національної спілки кінематографістів України (НСКУ).

## Біографія
Народився у місті Краматорськ (Донецька область, Українська РСР).
Закінчив Одеський інженерно-будівельний інститут (1992), Одеський національний університет імені І. І. Мечникова (2006).
З 2006 року — режисер Кіностудії ім. О. Довженка.

## Фільмографія

### Режисер
- 2007 — «Приблуда» (короткометражний, художній)
- 2009 — «День переможених» (Повнометражний, художній)
- 2011 — «Кохаю й крапка» (повнометражний, 3D формат)
- 2015 — «Гетьман» (повнометражний + 4 серії)

### Сценарист
- 2007 — «Приблуда» (короткометражний, художній)
- 2009 — «День переможених» (Повнометражний, художній)

### Призи та нагороди
«Приблуда» (короткометражний, художній)
- «Найкращий сценарій та кінематографічна розробка комедійного жанру» (МКФ им. С. А. Герасимова-2007. Россия);
- «Бронзовий Витязь» за третій найкращий фільм (МКФ "Золотий Витязь[2]-2007». Росія);
- «Найкраща режисерська робота» (КФ «Відкрита ніч[3]-2007», Україна);
- «Найкраща чоловіча роль» (КФ «Відкрита ніч[3]-2007», Україна);
- «Приз глядацьких симпатій» (КФ «Відкрита ніч[3]-2007», Україна);
- «Приз глядацьких симпатій» (Іссик-Кульський МКФ-2007, Киргизия);
- «Найкращий комедійний фільм» (МКФ «Новое кино — XXI век−2007», Росія);
- Спеціальний диплом «За трепетне ставлення до братів наших менших» («Вірне серце−2007», Росія).

«День переможених» (Повнометражний, художній)
- «Спеціальний приз Севастопольської міської ради» (Севастопольський МКФ −2009, Україна);
- «Найкращий дебют» (Бердянський МКФ[4] −2009, Україна);
- Лауреат Cairo International Film festival[5] — 2009 (Єгипет);
- Лауреат Mumbai International Film festival[6] — 2009 (ІндІя).

«Гетьман» (повнометражний + 4 серії)
- «Найкращий ігровий фільм 2011—2015» (глядацьке голосування на сайті delo.ua[7]);

### Продюсер
- 2016 — Осінні спогади (Autumn Memories) — асоціативний продюсер